# ウクライナ語の日
ウクライナ語の日（ウクライナごのひ）はウクライナにおける記念日の一つ。正式名はウクライナの文字および言語の日（ウクライナ語: День української писемності та мови）。日付は11月9日である。正教会暦によれば、10月27日はウクライナ語の最古文献である『原初年代記』を作成した克肖者の年代記者ネストルの記念日である。

## 祝日
1997年11月9日に公布・施行されたレオニード・クチマ大統領の政令によって制定され「ウクライナの文字と言語に捧げる祝日」とされた（大統領令第1241/97号）。ウクライナ語に関連する公的機関のイニシアチブを支援し、ウクライナ社会の統合に言語が占める重要な役割を考察した。

## 特徴
この日は伝統的に次のような習わしがある。
- ネストルの墓参りをして花をささげる。
- ウクライナの言語を広めた貢献者を讃える。
- ウクライナ語で出版活動をする版元を応援する。
- 言語専門家を顕彰する「Petro Jacyk International Competition of Ukrainian Language Experts」は、ウクライナ教育社会省の後援を得て授与され、ウクライナ出資者リーグが協賛する。例年、20ヵ国の5百万人超が参加者する。

また各家庭では両親が子供たちを学校へ連れて行き、その足で教会で礼拝する日が11月9日の風習であった。ネストルの肖像にろうそくを捧げ、どうかうちの子が勉強のできる子になるようお助けくださいと祈ったという。
この日、ウクライナラジオ（Ukrainian Radio）は毎年、全国統一のラジオ聞き取り会を開いており、2000年開始以来、毎年、リスナーから出題を募集する。ウクライナ語の語彙の豊かさを競うものではないが、耳で聞いた言葉の書き取りに挑戦し、ラジオの向こうにいてウクライナ語を愛し尊重する人々とのつながりを感じたり、示したりできる。

### 2010年の記念行事
宗教史家en:Dmytro Tabachnykと教育科学省は2010年、それまで後者が支給してきた助成金の受け取りを辞退し、Petra Jacika 国際ウクライナ語専門家コンテストを独自に開催すると発表した。
また「言語令第1015-3号」によりウクライナ語の定義が狭まることに抗議し、キーウで「仕事をしろ言語に手を出すな」という抗議行動が行われた。参加者はおよそ500名、大統領政庁に近いバンコバ通りを行進した中には、ウクライナ国立工科大学の学生と教職者にキーウ理工科学校（英語版）、キーウ大学と国立大学のキーウ・モヒーラ・アカデミーからも人々が加わった。
さらに若者の列に高齢者も加わり、「ウクライナ史上最悪の支配者：レーニン。スターリン、ヤヌコビッチ」と書いたプラカードを掲げて歩いた。ウクライナの言語令第1015-3号への抗議に対し、大統領政権は国家元首の祝辞を送った。しかし抗議者によるとそれはヴィクトル・ヤヌコーヴィチの著書とは裏腹だとされ、その後、法律の執行阻止を示そうと「言語令」と書いた直径1メートルほどのボールに針を刺して破裂させた。抗議の行進は口々にシュプレヒコールを唱えながら独立広場に向かうと、メインストリートでろうそくを灯した。約600本の灯りは「ウクライナ語を味わう」という呼びかけの象徴となった。

## 周辺資料
発行順。
- 田村 知子「ウクライナ語バイリンガル教育とカナダ多文化主義--アルバータ州エドモントンの事例研究」『国際関係学研究』第18号、津田塾大学全学研修・紀要委員会（編）、1991年、129-144頁。ISSN 0389-052X。掲載誌別題『The Study of international relations』。
- Бондаренко, И. П.、日野貴夫「日本初のウクライナ語教科書の出版によせて」『外国語教育 : 理論と実践』第19巻、天理大学外国語教育センター、1993年3月、61-64頁、ISSN 0288-1942。
- 黒田竜之助『ウクライナ語基礎1500語』東京：大学書林、1995年。ISBN 4475011132。原書名: Частотний словник Української мови 1500 слiв。
- 美智子上皇后（述）『橋をかける : 定本 : 子供時代の読書の思い出』東京：すえもりブックス、1998年。ウクライナ語併記。別題『Будувати мости』。
- ポズドゥニャコーヴァ, L.Ye, 寺田吉孝, ПОЗДНЯКОВА, Л.Є., ТЕРАДА, Йосiтака「ウクライナ語正書法史 : 19世紀以降のウクライナ語正書法の変遷を中心にして」『北海学園大学学園論集』第149巻、北海学園大学学術研究会、2011年9月、127-141頁、ISSN 0385-7271、NAID 40019159272。別題『Ictopiя українськоґо прaвопису』
- ダツェンコ・イーホル「ウクライナ語を愛でることはロシア語を護ること : ウクライナにおけるバイリンガリズムの問題に寄せて (特集 ウクライナの政治・経済に関する史的ならびに現状分析)」『神戸学院経済学論集』第47巻第1号、神戸学院大学経済学会、2015年9月、109-117頁、ISSN 0386-2038。 別題 "To cherish Ukrainian and to protect Russian", Kobe Gakuin economic papers.
- 仮題『革命、政府、国家：自己肯定の道を歩むウクライナ（1917年-1921年）』：国際会議の予稿集（キエフ、2017年6月1日-2日）Vladislav Verstyuk 編集長ほか（編）。キーウ：セヴェルスキー大学院教育センター、2017年。ウクライナ語の論文を中心に、ポーランド語版2本、英語版1本、ベラルーシ語版1本[注釈 1]。